# Douglas Csima
Douglas Csima (Mississauga, 28 de noviembre de 1985) es un deportista canadiense que compitió en remo.
Participó en los Juegos Olímpicos de Londres 2012, obteniendo una medalla de plata en la prueba de ocho con timonel. Ganó dos medallas en el Campeonato Mundial de Remo, en los años 2009 y 2011.

## Palmarés internacional
| Juegos Olímpicos   | Juegos Olímpicos      | Juegos Olímpicos  | Juegos Olímpicos |
| Año                | Lugar                 | Medalla           | Prueba           |
| ------------------ | --------------------- | ----------------- | ---------------- |
| 2012               | Londres (Reino Unido) | Medalla de plata  | Ocho con timonel |
| Campeonato Mundial |                       |                   |                  |
| Año                | Lugar                 | Medalla           | Prueba           |
| 2009               | Poznań (Polonia)      | Medalla de plata  | Ocho con timonel |
| 2011               | Bled (Eslovenia)      | Medalla de bronce | Ocho con timonel |